# Nogometni kup Bosne i Hercegovine 2012./13.
Nogometni kup Bosne i Hercegovine za sezonu 2012./13. je osvojila momčad Širokog Brijega.

## Sudionici
| | | |
| - Premijer liga BiH - Borac Banja Luka - Čelik Zenica - GOŠK Gabela - Gradina Srebrenik - Leotar Trebinje - Olimpic Sarajevo - Radnik Bijeljina - Rudar Prijedor - Sarajevo - Slavija Istočno Sarajevo - Široki Brijeg - Travnik - Velež Mostar - Zrinjski Mostar - Zvijezda Gradačac - Željezničar Sarajevo | - 1. liga FBiH - Branitelj (Mostar – Rodoč) - Čapljina - Podgrmeč Sanski Most - Vitez - 1. liga R. Srpske - Drina HE Višegrad - Modriča - Rudar Ugljevik - Sloboda Mrkonjić Grad - Sloga Doboj - Sutjeska Foča | - lige u FBiH - Famos – SAŠK Napredak (Hrasnica – Sarajevo) - Mladost Donji Svilaj - Orašje - Rijeka (Vitez – Rijeka) - Rudar Zenica - Tomislav Tomislavgrad |

### Šesnaestina završnice
Igrano na jednu utakmicu. Susreti su igrani 18. i 19. rujna 2012.
| klub1                      | klub2                                       | rezultat       | napomene                                         |
| -------------------------- | ------------------------------------------- | -------------- | ------------------------------------------------ |
| Sarajevo                   | Gradina Srebrenik                           | 1:0            |                                                  |
| Modriča                    | Orašje                                      | 0:1            |                                                  |
| Travnik                    | GOŠK Gabela                                 | 1:3            |                                                  |
| Sloboda Mrkonjić Grad      | Željezničar Sarajevo                        | 0:3            |                                                  |
| Čelik Zenica               | Podgrmeč Sanski Most                        | 2:1            |                                                  |
| Branitelj (Mostar – Rodoč) | Široki Brijeg                               | 0:2            |                                                  |
| Rijeka (Vitez – Rijeka)    | Drina HE Višegrad                           | 2:1            |                                                  |
| Rudar Prijedor             | Zrinjski Mostar                             | 0:1            |                                                  |
| Sloga Doboj                | Tomislav Tomislavgrad                       | 4:0            |                                                  |
| Radnik Bijeljina           | Rudar Zenica                                | 3:0            |                                                  |
| Velež Mostar               | Mladost Donji Svilaj                        | 3:0            |                                                  |
| Olimpic Sarajevo           | Vitez                                       | 0:0 (3:0 11 m) | Olimpic prošao boljim izvođenjem jedanaesteraca  |
| Leotar Trebinje            | Slavija Istočno Sarajevo                    | 0:1            |                                                  |
| Zvijezda Gradačac          | Rudar Ugljevik                              | 5:0            |                                                  |
| Čapljina                   | Borac Banja Luka                            | 1:1 (3:1 11 m) | Čapljina prošla boljim izvođenjem jedanaesteraca |
| Sutjeska Foča              | Famos – SAŠK Napredak (Hrasnica – Sarajevo) | 1:0            |                                                  |

### Osmina završnice
Prvi susreti su igrani 3. listopada, a uzvrati 23. i 24. litopada 2012.
| klub1                    | klub2                   | 1. ut | 2. ut          | napomene                                        |
| ------------------------ | ----------------------- | ----- | -------------- | ----------------------------------------------- |
| Slavija Istočno Sarajevo | Željezničar Sarajevo    | 1:3   | 0:3            |                                                 |
| Zvijezda Gradačac        | Velež Mostar            | 1:2   | 3:0            |                                                 |
| Orašje                   | Široki Brijeg           | 0:6   | 0:1            |                                                 |
| GOŠK Gabela              | Radnik Bijeljina        | 1:0   | 0:0            |                                                 |
| Čelik Zenica             | Rijeka (Vitez – Rijeka) | 2:0   | 1:0            |                                                 |
| Olimpic Sarajevo         | Čapljina                | 0:0   | 0:0 (4:1 11 m) | Olimpic prošao boljim izvođenjem jedanaesteraca |
| Zrinjski Mostar          | Sarajevo                | 3:1   | 1:2            |                                                 |
| Sutjeska Foča            | Sloga Doboj             | 1:1   | 1:2            |                                                 |

### Četvrtzavršnica
Prvi susreti su igrani 6. i 7. studenog, a uzvrati 21. studenog 2012.
| klub1             | klub2                | 1. ut | 2. ut          | napomene                                              |
| ----------------- | -------------------- | ----- | -------------- | ----------------------------------------------------- |
| Zvijezda Gradačac | Zrinjski Mostar      | 3:2   | 0:3            |                                                       |
| GOŠK Gabela       | Sloga Doboj          | 1:2   | 1:1            |                                                       |
| Olimpic Sarajevo  | Željezničar Sarajevo | 0:1   | 0:3            |                                                       |
| Široki Brijeg     | Čelik Zenica         | 1:1   | 1:1 (5:4 11 m) | Široki Brijeg prošao boljim izvođenjem jedanaesteraca |

### Poluzavršnica
Prvi susreti igrani 13. ožujka, a uzvrati 3. travnja 2013.
| klub1                | klub2           | 1. ut | 2. ut | napomene |
| -------------------- | --------------- | ----- | ----- | -------- |
| Sloga Doboj          | Široki Brijeg   | 2:4   | 0:4   |          |
| Željezničar Sarajevo | Zrinjski Mostar | 0:0   | 2:0   |          |

### Završnica
Igrano 13. travnja i 14. svibnja 2013. godine.
| klub1                | klub2         | 1. ut | 2. ut          | napomene                                                             |
| -------------------- | ------------- | ----- | -------------- | -------------------------------------------------------------------- |
| Željezničar Sarajevo | Široki Brijeg | 1:1   | 1:1 (4:5 11 m) | Široki Brijeg osvajač Kupa BiH nakon boljeg izvođenja jedanaesteraca |